# Parafia św. Marcina w Śnieciskach
Parafia św. Marcina w Śnieciskach – parafia rzymskokatolicka, znajdująca się w archidiecezji poznańskiej, w dekanacie kościańskim.